# Hugues de Saint-Martial
Hugues de Saint-Martial (Limosino, ... – Avignone, 1403) è stato un cardinale francese.

## Biografia
Nacque in data sconosciuta nel Limosino.
Papa Innocenzo VI lo elevò al rango di cardinale nel concistoro del 17 settembre 1361.
Divenuto influente presso la corte pontificia, ebbe numerosi incarichi diplomatici e di amministrazione. Nel 1377 papa Gregorio XI aveva deciso di riportare la sede pontificia a Roma e il cardinale de Saint Martial rimase ad Avignone per amministrarne il governo. Fu anche dal papa nominato suo esecutore testamentario. Alla morte di Gregorio XI e al caotico conclave che ne seguì, divenne sostenitore dell'antipapa Clemente VII. Nel 1394 incoronò il successore di questi, Benedetto XIII. Soltanto nel 1401 abbandonò definitivamente l'obbedienza avignonese.
Morì nel 1403 ad Avignone, ultimo superstite delle creazioni cardinalizie di Innocenzo VI.